# Chasné-sur-Illet
Chasné-sur-Illet är en kommun i departementet Ille-et-Vilaine i regionen Bretagne i nordvästra Frankrike. Kommunen ligger i kantonen Liffré som tillhör arrondissementet Rennes. År 2022 hade Chasné-sur-Illet 1 702 invånare.

## Befolkningsutveckling
Antalet invånare i kommunen Chasné-sur-Illet
Referens:INSEE